# Parocneria tölgi
Parocneria tölgi är en fjärilsart som beskrevs av Hans Rebel 1917. Parocneria tölgi ingår i släktet Parocneria och familjen tofsspinnare. Inga underarter finns listade i Catalogue of Life.